# 萬用碼
萬用碼，是中文輸入法（尤其是形碼類）為了方便使用者在對某些字的拆碼不熟悉時能輸入，而設計的模糊輸入功能。
舉例來說，用倉頡輸入法輸入「竹＊戈」，電腦會列出凡（竹弓戈）、么（竹戈）、丟（竹土戈）、夙（竹弓一弓戈）、舟（竹月卜戈）、我（竹手戈）等字讓使用者選擇，「竹＊戈」是一種模糊輸入，「＊」在這裡就扮演萬用碼的角色。

## 倉頡輸入法的萬用碼
在Windows系統內建的倉頡輸入法，可使用「＊」萬用碼替代零個或多個字碼。「＊」可用一般輸入星號的方式輸入，即用鍵盤右方的數字區的[*]鍵，或按[shift] + [8]輸入。輸入格式為：
```
1個首碼 + ＊ + 1個尾碼
```

而新倉頡輸入法更自由一些，格式是：
```
1~3個首碼 + ＊ + 0~1個尾碼
```

### 大新倉頡輸入法的萬用碼
大新倉頡輸入法可使用「？」萬用碼替代任一個字碼，或用「＊」替代零個或多個字碼。
「？」可用一般輸入問號的方式輸入，即[shift]+[/]。
```
例如「的」字為「竹日心戈」。輸入「竹？？？」、「竹日？？」、「竹日心？」、「竹？心戈」、「竹？？戈」……等方式皆可選得。
```

亦可使用「＊」替代零個或多個「？」，較倉頡輸入法更自由。輸入格式為：
```
0~4個首碼 + ＊ + 0~4個尾碼
```

## 大易輸入法的萬用碼
Windows系統內建的大易輸入法沒有萬用碼查詢的功能。

## 嘸蝦米輸入法的萬用碼
從嘸蝦米輸入法 5.6 版開始，便可使用「[」和「]」查碼。
「[」類似 * 號，可代替零個或一個以上的字碼。輸入格式為：
```
0~3個首碼 + ［ + 0~3個尾碼
```

「]」類似 ? 號，可代替一個字碼。
```
例如「CD]」會顯示「共三碼，頭兩碼是 CD，第三碼任意」的所有字，如「軔 (CDA)」、「蚪 (CDJ)」……等。
```

嘸蝦米並可使用「'」碼做「同音字查詢」。「'」碼位於分號鍵[;]的右邊。輸入格式為：
```
['] + 字碼
```

假設不知「敝」的輸入拆碼，可輸入「'QJJQ」（畢）或「'HPX」（必），會出一排同音字「0畢 1必 2敝 3壁」，可從中選得「敝」。

## 行列輸入法的萬用碼
在Windows系統內建的行列輸入法，可使用「？」萬用碼替代任一個字碼。「？」可用一般輸入問號的方式輸入，即[shift]+[/]。
```
例如「培」字為[41 61 0-]。可以輸入[41 ? 0-]、[41 61 ?]、[? 61 0-]，甚至[41 ? ?] 。
```

亦可使用「＊」替代零個或多個「？」。輸入格式為：
```
0~4個首碼 + ＊ + 0~4個尾碼
```

## 外部連結
- 快速倉頡輸入法第六代 （页面存档备份，存于）
- 大新倉頡輸入法 （页面存档备份，存于）
- 大易輸入法
- 嘸蝦米輸入法 （页面存档备份，存于）
- 行列輸入法的家
- 華象直覺輸入法